# The Detour/Episodenliste
Diese Episodenliste enthält alle Episoden der US-amerikanischen Comedy-Fernsehserie The Detour, sortiert nach der US-amerikanischen Erstausstrahlung. Die Fernsehserie umfasst vier Staffeln mit 42 Episoden.

## Übersicht
| Staffel | Episodenanzahl | Erstausstrahlung USA | Erstausstrahlung USA | Deutschsprachige Erstausstrahlung | Deutschsprachige Erstausstrahlung |
| Staffel | Episodenanzahl | Staffelpremiere      | Staffelfinale        | Staffelpremiere                   | Staffelfinale                     |
| ------- | -------------- | -------------------- | -------------------- | --------------------------------- | --------------------------------- |
| 1       | 10             | 11. April 2016       | 30. Mai 2016         | 3. Juni 2016                      | 29. Juli 2016                     |
| 2       | 12             | 21. Februar 2017     | 25. April 2017       | 23. März 2017                     | 1. Juni 2017                      |
| 3       | 10             | 23. Januar 2018      | 27. März 2018        | 30. März 2018                     | 27. April 2018                    |
| 4       | 10             | 18. Juni 2019        | 20. August 2019      | 24. August 2019                   | 25. August 2019                   |

## Staffel 1
Die Erstausstrahlung der ersten Staffel war vom 11. April 2016 bis zum 30. Mai 2016 auf dem US-amerikanischen Sender TBS zu sehen. Die deutschsprachige Erstausstrahlung sendete der deutsche Pay-TV-Sender TNT Comedy vom 3. Juni 2016 bis zum 29. Juli 2016.
- Jason Jones, Natalie Zea, Ashley Gerasimovich und Liam Carroll sind in allen Episoden zu sehen.
- Daniella Pineda wird zwar in allen Episoden als Hauptdarstellerin gelistet, tritt jedoch in mehreren Episoden nicht auf.

| Nr. (ges.) | Nr. (St.) | Deutscher Titel       | Originaltitel  | Erstausstrahlung USA | Deutschsprachige Erstausstrahlung (D) | Regie          | Drehbuch                   | Zuschauer (USA) | Prod. Code |
| ---------- | --------- | --------------------- | -------------- | -------------------- | ------------------------------------- | -------------- | -------------------------- | --------------- | ---------- |
| 1          | 1         | Auf Abwegen           | The Pilot      | 11. Apr. 2016        | 3. Juni 2016                          | Steve Pink     | Jason Jones & Samantha Bee | 1,166 Mio.      | 101        |
| 2          | 2         | Das Hotel             | The Hotel      | 11. Apr. 2016        | 3. Juni 2016                          | Steve Pink     | Jason Jones                | 1,043 Mio.      | 102        |
| 3          | 3         | Der Alkoholtest       | The Tank       | 18. Apr. 2016        | 10. Juni 2016                         | Steve Pink     | Mike Beaver                | 0,841 Mio.      | 103        |
| 4          | 4         | Das Restaurant        | The Restaurant | 25. Apr. 2016        | 17. Juni 2016                         | Brennan Shroff | Jason Jones                | 0,863 Mio.      | 104        |
| 5          | 5         | Die Südstaatenpension | The B & B      | 2. Mai 2016          | 24. Juni 2016                         | Jeff Tomsic    | Samantha Bee               | 0,771 Mio.      | 105        |
| 6          | 6         | Die Hochzeit          | The Wedding    | 9. Mai 2016          | 1. Juli 2016                          | Jeff Tomsic    | Neena Beber                | 0,843 Mio.      | 106        |
| 7          | 7         | Die Wahrheit          | The Road       | 16. Mai 2016         | 8. Juli 2016 1                        | Jason Jones    | Jason Jones                | 0,695 Mio.      | 107        |
| 8          | 8         | Frohe Weihnachten     | The Drop       | 23. Mai 2016         | 15. Juli 2016                         | Joe Kessler    | Chad Carter                | 0,837 Mio.      | 108        |
| 9          | 9         | Richtig ist richtig   | The Track      | 30. Mai 2016         | 22. Juli 2016                         | Jeff Tomsic    | Brennan Shroff             | 0,894 Mio.      | 109        |
| 10         | 10        | Am Ziel               | The Beach      | 30. Mai 2016         | 29. Juli 2016                         | Jeff Tomsic    | Mike Beaver & Jason Jones  | 0,777 Mio.      | 110        |

## Staffel 2
Die Erstausstrahlung der zweiten Staffel war vom 21. Februar 2017 bis zum 25. April 2017 auf dem US-amerikanischen Sender TBS zu sehen. Die deutschsprachige Erstausstrahlung sendete der deutsche Pay-TV-Sender TNT Comedy vom 23. März 2017 bis zum 1. Juni 2017.
- Jason Jones, Natalie Zea, Ashley Gerasimovich und Liam Carroll sind in allen Episoden zu sehen.
- Daniella Pineda wird zwar in allen Episoden als Hauptdarstellerin gelistet, tritt jedoch in mehreren Episoden nicht auf.

| Nr. (ges.) | Nr. (St.) | Deutscher Titel | Originaltitel  | Erstausstrahlung USA | Deutschsprachige Erstausstrahlung (D) | Regie             | Drehbuch                                 | Zuschauer (USA) | Prod. Code |
| ---------- | --------- | --------------- | -------------- | -------------------- | ------------------------------------- | ----------------- | ---------------------------------------- | --------------- | ---------- |
| 11         | 1         | Die Stadt       | The City       | 21. Feb. 2017        | 23. März 2017                         | Brennan Shroff    | Chad Carter & Jason Jones & Samantha Bee | 1,456 Mio.      | 201        |
| 12         | 2         | Der Club        | The Club       | 21. Feb. 2017        | 23. März 2017                         | Brennan Shroff    | Jess Lacher                              | 1,113 Mio.      | 202        |
| 13         | 3         | Das Becken      | The Tub        | 28. Feb. 2017        | 30. März 2017                         | Brennan Shroff    | Kristy Lopez-Bernal                      | 0,984 Mio.      | 203        |
| 14         | 4         | Das Gericht     | The Court      | 7. März 2017         | 6. Apr. 2017                          | Dale Stern        | Brennan Shroff                           | 1,118 Mio.      | 204        |
| 15         | 5         | Die Geburt      | The Birth      | 14. März 2017        | 13. Apr. 2017                         | Timothy Greenberg | Mike Beaver                              | 1,036 Mio.      | 205        |
| 16         | 6         | Die Prüfung     | The Tournament | 21. März 2017        | 20. Apr. 2017                         | Dale Stern        | Chad Carter                              | 1,108 Mio.      | 206        |
| 17         | 7         | Die Spende      | The Heat       | 28. März 2017        | 27. Apr. 2017                         | Jason Jones       | Jason Jones                              | 1,072 Mio.      | 207        |
| 18         | 8         | Der Job         | The Job        | 4. Apr. 2017         | 4. Mai 2017                           | Brennan Shroff    | Brennan Shroff                           | 1,088 Mio.      | 208        |
| 19         | 9         | Das Dilemma     | The Dilemma    | 11. Apr. 2017        | 11. Mai 2017                          | Jason Jones       | Chad Carter                              | 0,967 Mio.      | 209        |
| 20         | 10        | Der Trip        | The Trip       | 18. Apr. 2017        | 18. Mai 2017                          | Brennan Shroff    | Moujan Zolfaghari                        | 1,006 Mio.      | 210        |
| 21         | 11        | Das Muli        | The Mule       | 25. Apr. 2017        | 25. Mai 2017                          | Brennan Shroff    | Mike Beaver                              | 1,141 Mio.      | 211        |
| 22         | 12        | Der Arsch       | The Ass        | 25. Apr. 2017        | 1. Juni 2017                          | Brennan Shroff    | Mike Beaver                              | 0,790 Mio.      | 212        |

## Staffel 3
Die Erstausstrahlung der dritten Staffel war vom 23. Januar 2018 bis zum 27. März 2018 auf dem US-amerikanischen Sender TBS zu sehen. Die deutschsprachige Erstausstrahlung sendete der deutsche Pay-TV-Sender TNT Comedy vom 30. März 2018 bis zum 27. April 2018.
| Nr. (ges.) | Nr. (St.) | Deutscher Titel   | Originaltitel | Erstausstrahlung | Deutschsprachige Erstausstrahlung (TNT Comedy) |
| ---------- | --------- | ----------------- | ------------- | ---------------- | ---------------------------------------------- |
| 23         | 1         | Die Flucht        | The Run       | 23. Jan. 2018    | 30. März 2018                                  |
| 24         | 2         | Der Neuanfang     | The Stop      | 30. Jan. 2018    | 30. März 2018                                  |
| 25         | 3         | Die Wahl          | The Mark      | 6. Feb. 2018     | 6. Apr. 2018                                   |
| 26         | 4         | Das Auswärtsspiel | The Goal      | 13. Feb. 2018    | 6. Apr. 2018                                   |
| 27         | 5         | Das Boot          | The Boat      | 20. Feb. 2018    | 13. Apr. 2018                                  |
| 28         | 6         | Die Heimkehr      | The Vows      | 27. Feb. 2018    | 13. Apr. 2018                                  |
| 29         | 7         | Das Wasser        | The Water     | 6. März 2018     | 20. Apr. 2018                                  |
| 30         | 8         | Das Flugzeug      | The Plane     | 13. März 2018    | 20. Apr. 2018                                  |
| 31         | 9         | Die Bestattung    | The Funeral   | 20. März 2018    | 27. Apr. 2018                                  |
| 32         | 10        | Der Ausstieg      | The Escape    | 27. März 2018    | 27. Apr. 2018                                  |

## Staffel 4
Die Erstausstrahlung der vierten Staffel war auf dem US-amerikanischen Sender TBS zu sehen. Die deutschsprachige Erstausstrahlung sendete der deutsche Pay-TV-Sender TNT Comedy.
| Nr. (ges.) | Nr. (St.) | Deutscher Titel | Originaltitel   | Erstausstrahlung | Deutschsprachige Erstausstrahlung (TNT Comedy) |
| ---------- | --------- | --------------- | --------------- | ---------------- | ---------------------------------------------- |
| 33         | 1         | Die Suche       | The Search      | 18. Juni 2019    | 24. Aug. 2019                                  |
| 34         | 2         | Die Rückkehr    | The Return      | 25. Juni 2019    | 24. Aug. 2019                                  |
| 35         | 3         | Die Schwester   | The Sister      | 2. Juli 2019     | 24. Aug. 2019                                  |
| 36         | 4         | Das Schlammbad  | The B.J.        | 9. Juli 2019     | 24. Aug. 2019                                  |
| 37         | 5         | Das Jahr        | The Year        | 16. Juli 2019    | 24. Aug. 2019                                  |
| 38         | 6         | Die Gameshow    | The Game Show   | 23. Juli 2019    | 24. Aug. 2019                                  |
| 39         | 7         | Die Trauerfeier | The Entertainer | 30. Juli 2019    | 24. Aug. 2019                                  |
| 40         | 8         | Der Flug        | The Same        | 6. Aug. 2019     | 25. Aug. 2019                                  |
| 41         | 9         | Die Braut       | The Bride       | 13. Aug. 2019    | 25. Aug. 2019                                  |
| 32         | 10        | Der Bräutigam   | The Groom       | 20. Aug. 2019    | 25. Aug. 2019                                  |